# バレト写本
バレト写本（バレトしゃほん）は、現存するものとしては最古のまとまった日本語訳聖書を含む書写本である。

## 概要
カトリック教会では、日曜日ごとの礼拝や祝日の礼拝において決められた聖書の箇所が読まれる。そのため、キリシタン時代の日本においても聖書や聖句の編集が急務であった。そして、日本語能力に卓越した宣教師たちによって聖書の日本語訳が試みられた。
現存するものはほとんどなく『エヴォラ屏風文書』の旧約聖書「イザヤ書」、新約聖書「マタイによる福音書」「ヨハネによる福音書」の断片的な言葉が知られているに過ぎなかった。しかし、スウェーデン女王クリスティーナがカトリックに改宗し、ローマに持参した写本の中にバレト写本が含まれていた。1940年にジョセフ・シュッテ（Joseph Schutte）によりバチカン図書館所蔵の写本が発見され、公になった。
著者であるバレトは、1591年に日本語の学習を兼ねてポルトガル語式ローマ字により書写、編纂したといわれている。

### 内容
- 第1部：短い物語で構成された「日本において奇跡的に現はれたるクルスの物語略」。
- 第2部：新約聖書の抜粋と日曜日ごとに読まれる聖句の「一年中の主日ならびに年中の主なる祝ひ日のエワンゼリヨ」、諸聖人の祝日の礼拝に読まれる聖句の「諸々のサントスの特定のエワンゼリヨ」の二つで構成される。
- 第3部：中世ヨーロッパで起こったマリアの奇跡物語。
- 第4部：聖人とアルファベット順の索引、聖人伝目録、写本全体の総目次によって構成されている。

## 著者
マヌエル・バレト（Manuel Barreto、またはManoel Barreto、1564年 - 1620年）は、1590年（天正18年）イエズス会宣教師として、日本に帰国する天正遣欧少年使節と共に来日した。

### 略年譜
- 1564年（永禄7年） ポルトガル・ポルト・フェイロに生まれる。
- 1579年（天正7年） インドにおいてイエズス会に入会し、神学を学ぶ。
- 1590年（天正18年） イエズス会宣教師として、巡察師ヴァリニャーノに伴い来日する。
- 1591年（天正19年） 『バレト写本』を書写する。
- 1592年（文禄元年） 天草コレジオにおいてラテン語教師を務める。また、『羅葡日対訳辞書』編纂に協力する。
- 1610年（慶長15年） 司祭のための『聖教精華』を序し出版する。その後、京都・広島・大坂・紀伊・和泉などで働く。
- 1620年（元和6年） 江戸近郊で没す。